# L'allegra favola di Black Burke
L'allegra favola di Black Burke (Manhattan Madness) è un film muto del 1916 diretto da Allan Dwan. Tra le comparse, appaiono sia Adolphe Menjou che Norman Kerry, un attore che fu molto popolare all'epoca del muto, qui al suo esordio cinematografico.
La sceneggiatura di Charles T. Dazey era basata su un soggetto di E.V. Durling che, nel 1925, fu adattato per lo schermo per un altro Manhattan Madness, diretto da John McDermott e interpretato dal pugile Jack Dempsey e da sua moglie, l'attrice Estelle Taylor.

## Trama
Dopo aver passato alcuni anni nell'avventuroso e ruvido West, Steve O'Dare torna alla vita raffinata e monotona della sua cerchia di amici di New York. Ben presto si stanca di quell'ambiente da mollaccioni ma gli amici lo rassicurano che ben presto potrà vivere l'emozione di una vera avventura se resterà a New York. Poco propenso a credere a quella favola, Steve si reca dal conte Marinoff, perché vuole conoscere la sua pupilla, una bella ragazza che lo ha colpito quando l'ha notata tra i clienti di un elegante ristorante. Prima di poter entrare nel palazzo, Steve viene però aggredito da una dozzina di uomini da cui si deve difendere. È quella l'avventura che gli amici gli avevano promesso.
Deluso da quelle emozioni alla camomilla, Steve manda a chiamare dei cowboy suoi amici con i quali organizza un vero assalto: rapita la bella pupilla che, in ogni caso, si dimostra molto ben disposta nei suoi confronti, manda a dire a tutti che se l'è sposata.

## Produzione
Il film fu prodotto dalla Fine Arts Film Company. Venne girato a New York.

## Distribuzione
Distribuito dalla Triangle Distributing, il film uscì nelle sale cinematografiche statunitensi il 1º ottobre 1916 dopo una prima tenuta a New York il 10 settembre 1916. In Italia, il film ribattezzato con il titolo L'allegra favola di Black Burke fu distribuito dalla Triangle nel febbraio 1924 con il visto di censura nº 19279.
Copia della pellicola viene conservata negli archivi dell'International Museum of Photography and Film at George Eastman House a Rochester, in quelli della Cineteca del Friuli di Gemona e del Museum Of Modern Art di New York. Nell'aprile 2007, il film fu distribuito in DVD dalla Grapevine con il sistema NTSC.